# Erl-Bräu
 (avril 2021).
Si vous disposez d'ouvrages ou d'articles de référence ou si vous connaissez des sites web de qualité traitant du thème abordé ici, merci de compléter l'article en donnant les références utiles à sa vérifiabilité et en les liant à la section « Notes et références ».
Erl-Bräu est une brasserie à Geiselhöring.

## Histoire

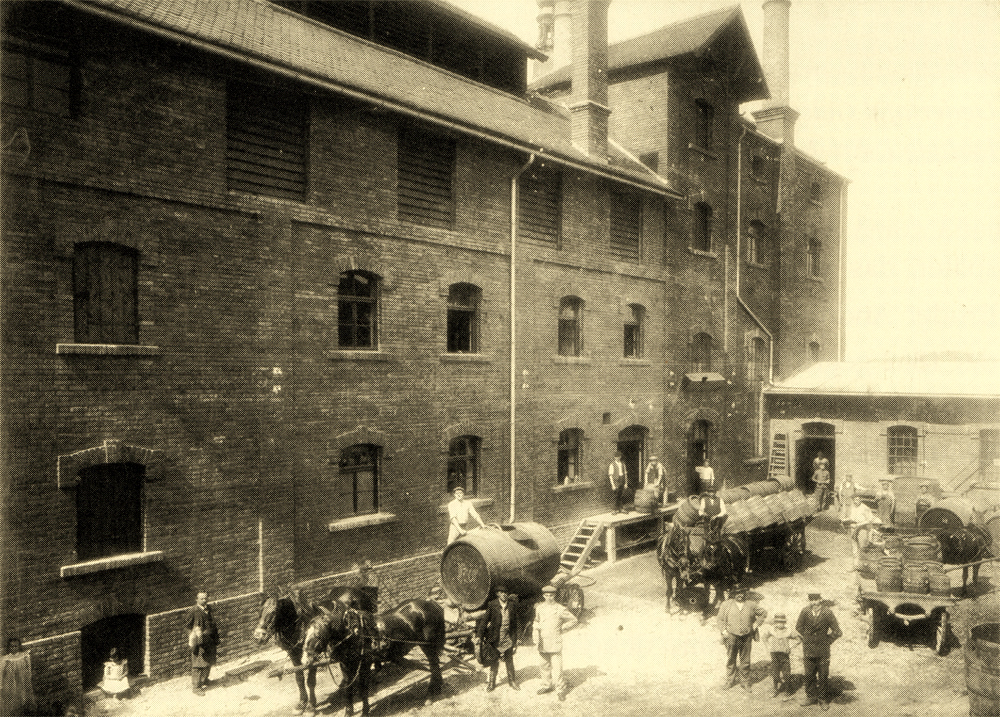
Cour de la brasserie Erl en 1904

En 1871, Ulrich Erl acquiert la brasserie Mayer à Geiselhöring. La même année, il est élu membre du Landtag de Bavière pour le Bayerische Patriotenpartei. Jusqu'à sa mort le 6 mars 1883, il agrandit continuellement la brasserie et acquiert des droits de livraison de bière et des auberges.
Après la mort de son père, Ludwig Erl, né le 18 juin 1858, cinquième de 15 enfants, reprend en 1891 à sa mère Helene Erl la brasserie et les auberges associées. En 1901, la brasserie Erl déménage à son emplacement actuel sur Straubinger Straße. Ludwig Erl dirige la brasserie jusqu'à sa mort le 25 décembre 1918.
En 1924, Josef Erl reprend la brasserie de son père. Josef Erl dirige la brasserie Erl avec sa femme Walburga jusqu'à sa mort le 12 octobre 1961. Pendant ce temps, d'autres auberges sont acquises. La brasserie de Geiselhöring devient l'une des premières auberges de Basse-Bavière sous la direction de Walburga Erl.
Du 1er juillet 1962 au 31 décembre 1997, Ludwig II Erl dirige la brasserie. Toutes les usines de brasserie sont reconstruites, agrandies et la production augmente continuellement. En janvier 1998, son fils Ludwig III Erl dirige la brasserie.
La brasserie est présente depuis 1977 au deuxième plus grand Volksfest de Bavière, le Gäubodenvolksfest à Straubing.

## Production
| En bouteilles à bouchon mécanique traditionnelles - Erlkönig Bügel-Weisse - Erlkönig Extra Hell - Erlkönig Dunkle Weisse - Erlkönig Festbier - Erlkönig Pilsener | En bouteilles de 33 cl - Erlkönig Pilsener - Erlkönig IMPERATOR - Erl "Bockerl" Heller Bock - Erlefant | En bouteilles de 50 cl - Erlkönig Hell - Erlkönig Dunkel - Erlkönig Weisse - Erlkönig Leichtes Weizen - Erlkönig Radler |